# Tim Schneider
Tim Schneider (* 1. September 1997 in Berlin) ist ein deutscher Basketballspieler.

## Laufbahn
Schneider kam im Berliner Bezirk Schöneberg zur Welt und wuchs in der Hauptstadt sowie im brandenburgischen Teltow auf. Er erlernte das Basketballspielen beim RSV Eintracht und ging ab der siebten Klassenstufe auf das Schul- und Leistungssportzentrum Berlin. Er kam für die Jugendmannschaften von Alba Berlin zum Einsatz und ab der Saison 2013/14 zusätzlich in der zweiten Herrenmannschaft in der ersten Regionalliga. 2014 wurde er mit der U19-Mannschaft des Berliner Vereins deutscher Meister.
In der Saison 2016/17 stand Schneider erstmals im Berliner Bundesliga-Kader und gab sein Debüt in der BBL am 4. November 2016 mit Duell mit Phoenix Hagen. Gleichzeitig ist er dank einer „Doppellizenz“ für den SSV Lokomotive Bernau in der 2. Bundesliga ProB spielberechtigt. Im Juni 2017 wurde er von Alba mit einem Dreijahresvertrag ausgestattet. Der als Talentförderer bekannte Spanier Aíto García Reneses, der 2017 das Traineramt bei den Berlinern übernahm, verschaffte ihm deutlich erhöhte Einsatzminuten in der Bundesliga. Ende Januar 2020 musste er sich aufgrund eines Bandenscheibenvorfalls einer Operation unterziehen. Von Alba Berlin wurde die voraussichtliche Fehlzeit Schneiders daraufhin mit „unbestimmt“ angegeben. Er konnte somit beim Gewinn des deutschen Pokalwettbewerbs im Februar 2020 und der deutschen Meisterschaft im Juni 2020 nicht auf dem Feld mitwirken. In der Saison 2020/21 war er wieder völlig einsatzfähig und wurde mit Berlin erneut deutscher Meister. Den Titelgewinn wiederholte Schneider mit der Mannschaft im Juni 2022, fehlte aber in der Saisonschlussphase. Im vorherigen Verlauf des Spieljahres 2021/22 gewann er mit Berlin im Februar 2022 den deutschen Pokalwettbewerb, wurde er im April 2022 wegen eines Meniskuseinrisses am rechten Knie operiert, war Mitte Mai 2022 aber wieder einsatzfähig.
Nach dem Abschluss der Saison 2024/25 gab Schneider seinen Abschied von Alba Berlin bekannt, nachdem er insgesamt 14 Jahre für den Verein gespielt hatte. Er wechselte nach Japan zu Veltex Shizuoka.

### Nationalmannschaft
2016 erreichte Schneider mit der deutschen U20-Nationalmannschaft bei der Europameisterschaft in Finnland den vierten Rang. Bei der U20-Europameisterschaft im Sommer 2017 kam er mit der deutschen Mannschaft auf den siebten Gesamtrang und erzielte im Schnitt 5,3 Punkte je Begegnung. Im November 2018 wurde Schneider von Bundestrainer Henrik Rödl erstmals ins Aufgebot der deutschen Herren-Nationalmannschaft berufen. Im WM-Qualifikationsspiel gegen Griechenland am 30. November 2018 bestritt er seinen ersten Einsatz in der A-Nationalmannschaft. Mit der A2-Auswahl nahm er 2019 an der Sommeruniversiade im italienischen Neapel teil und war mit 8,6 Punkten je Begegnung drittbester deutscher Korbschütze.